# إبريما جاتا (لاعب كرة قدم مواليد 1987)
إبريما جاتا (مواليد 18 فبراير 1987 في غامبيا) لاعب كرة قدم غامبي.

## روابط خارجية
إبريما جاتا (لاعب كرة قدم مواليد 1987) على موقع قاعدة بيانات كرة القدم.إي يو (الإنجليزية)